# Petőháza
Petőháza ist eine ungarische Gemeinde im Kreis Sopron im Komitat Győr-Moson-Sopron. Sie ist von der Fläche die kleinste Gemeinde im Kreis Sopron.

## Geografische Lage
Petőháza liegt 66 Kilometer südwestlich des Komitatssitzes Győr und 15 Kilometer südöstlich der Kreisstadt Sopron am rechten Ufer des Flusses Ikva. Nachbargemeinden sind Fertőd, Fertőendréd und Fertőszentmiklós.

## Geschichte
Der Name des Ortes wurde 1390 in einer Urkunde erwähnt. Er geht zurück auf eine Familie Petőház. Eine bedeutende Veränderung in der Geschichte des Ortes brachte im Jahr 1876 die Eröffnung der Eisenbahnlinie zwischen Sopron und Győr. Im Jahr 1879 wurde in Petőháza eine Zuckerfabrik gebaut. Dabei wurde der sogenannte Cundpald-Kelch gefunden. Im Jahr 1913 gab es in der damaligen Kleingemeinde 106 Häuser und 637 Einwohner auf einer Fläche von 416 Katastraljochen. Sie gehörte zu dieser Zeit zum Bezirk Kapuvár im Komitat Sopron. Die Zuckerfabrik war bis 2007 in Betrieb.

## Söhne und Töchter der Gemeinde
- Rezső Dillinger (1897–1977), ungarischer Eiskunstläufer

## Sehenswürdigkeiten
- Arboretum
- Heil- und Thermalbad
- Kegyeleti Park
- Museum zur Geschichte der Zuckerfabrik (Cukoripari és helytörténeti gyűjtemény)
- Römisch-katholische Kirche Szentháromság, erbaut 1902–1903 nach Plänen von János Schiller im neoromanischen Stil

Ortsplan von Petőháza
Römisch-katholische Kirche Szentháromság
Blick in die Kirche
Gebäude der ehemaligen Zuckerfabrik
Silo und Wohnsiedlung der ehemaligen Zuckerfabrik
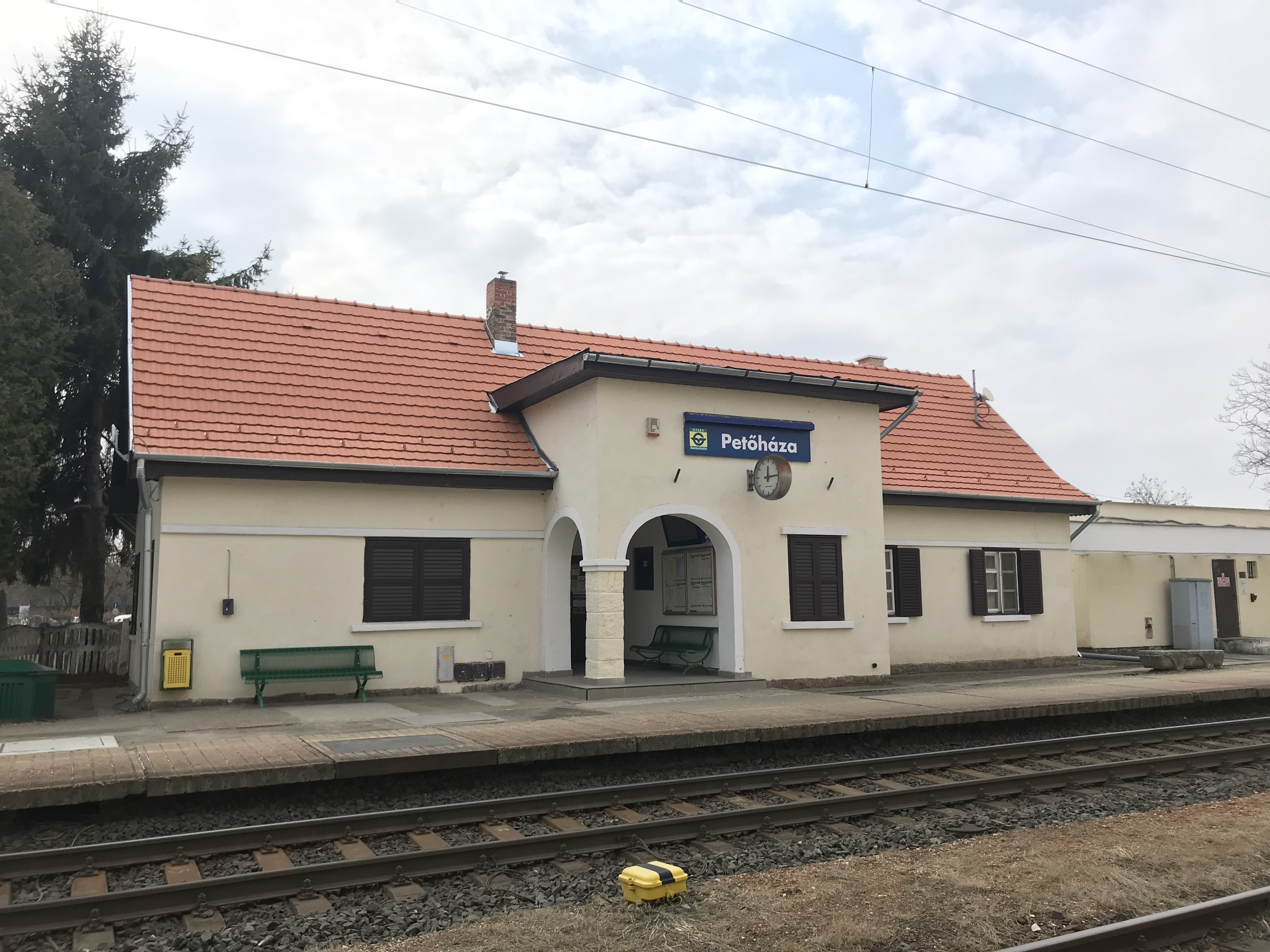
Bahnhof Petőháza

## Infrastruktur und Verkehr
Eine besondere Bedeutung für den Ort hatte die 1879 gebaute Zuckerfabrik. Sie bekam eine eigene Haltestelle an der drei Jahre zuvor fertiggestellten Eisenbahnlinie zwischen Sopron und Győr. Der Name der ersten Station war Eszterháza Gyár (Fabrik Eszterháza), die später in Petőháza Gyár (Fabrik Petőháza) umbenannt wurde. Das Gebiet um Petőháza eignete sich ausgezeichnet für den Zuckerrübenanbau. In seiner Blütezeit beschäftigte das Werk mehr als 200 Mitarbeiter und sicherte durch seine Produzenten und Lieferanten den Lebensunterhalt für Hunderte von Familien. Im Rahmen der Privatisierung nach dem Systemwechsel wurde das zuvor staatliche Werk von der Firma Agrana Beteiligungs-AG, einem österreichischen Nahrungsmittel-Konzern mit Sitz in Wien übernommen. Das Werk firmierte als Tochtergesellschaft zunächst unter Petőházi Cukoripari Rt. und später unter Magyar Cukor Rt. Aufgrund der geänderten regulativen Vorschriften der Europäischen Union zur Zuckerproduktion wurde die Produktion im Jahr 2007 eingestellt und das Werk geschlossen.
Durch Petőháza verläuft die Landstraße Nr. 8519, südlich des Ortes die Hauptstraße Nr. 85.  Es bestehen Bus- und Zugverbindungen nach Sopron und Győr.